# Takedana eriphioides
Takedana eriphioides is een krabbensoort uit de familie van de Pilumnidae. De wetenschappelijke naam van de soort is voor het eerst geldig gepubliceerd in 1989 door Davie.